# 矜羯羅
矜羯羅（こんがら）は、仏教語の一つ。また、華厳経では数詞としても使われている。

## 概要
「矜羯羅」は、サンスクリットでの疑問詞の「矜」と、「作為」の意味である「羯羅」を合わせたもので、「何をするべきかを問い、その命令の通りに動く」という意味になる。

### 数の名として
華厳経（八十華厳）の巻第45、阿僧祇品第30に、「……倶胝倶胝。為一阿庾多。阿庾多阿庾多。為一那由他。那由他那由他。為一頻波羅。頻波羅頻波羅。為一矜羯羅。……」とある。倶胝（くてい）は107であり、その後の記述は「倶胝×倶胝を1阿庾多（あゆた）という」という意味であるので、一矜羯羅は{\displaystyle 10^{7\times 2^{4}}}すなわち10112のこととなる。四十華厳でも同じ大きさを表している。
クッキークリッカーの日本語バージョンにおける独自の方式の命数法にも採用されている。
囲碁の合法な局面の総数は「約1.53矜羯羅」程度。